# Representatiestelling van Riesz
De term representatiestelling van Riesz slaat op verschillende resultaten uit de functionaalanalyse, een tak van de wiskundige analyse. Dit artikel gaat over de representatie van continue lineaire functionalen op een topologische vectorruimte van continue functies.
Representatiestellingen geven een concrete vorm aan een abstract gedefinieerd begrip. Het abstracte begrip is hier een continue lineaire functionaal op de topologische vectorruimte C[0,1], de continue complexwaardige functies op het gesloten eenheidsinterval.

## Oorspronkelijke gedaante
De oorspronkelijke vorm, zoals in 1909 gepubliceerd door Frigyes Riesz, luidt in moderne termen ongeveer als volgt. Zij
{\displaystyle F:C[0,1]\to \mathbb {R} :f\mapsto F(f)}
een functie die met iedere continue reëelwaardige functie op het gesloten eenheidsinterval een reëel getal associeert, met de volgende twee eigenschappen:
lineair: {\displaystyle \forall a,b\in \mathbb {R} ,\forall f,g\in C[0,1]:F(a.f+b.g)=a.F(f)+b.F(g);}
positief: als {\displaystyle f\geq 0}, dan is {\displaystyle F(f)\geq 0.}
Dan is F de integraal ten opzichte van een eindige (positieve) Borelmaat. Uitdrukkelijk: er bestaat een eindige maat m op de Borelstam van het interval [0,1] zodat voor alle continue functies f
{\displaystyle F(f)=\int _{[0,1]}f{\hbox{ d}}m.}

## Voorbeelden
De gewone Riemann-integraal over het gesloten eenheidsinterval is een positieve lineaire functionaal. De representatiestelling van Riesz bevestigt dus nog eens dat het Riemann-integraalbegrip overeenkomt met het abstractere integraalbegrip van de maattheorie.
De functionaal die iedere functie f afbeeldt op haar waarde in een vast punt a, is positief en lineair. De overeenkomstige maat is de Dirac-maat (kansmaat geconcentreerd in het punt 0), verschoven over een lengte a.

## Veralgemeningen
De stelling geldt nog steeds als F een positieve complexwaardige lineaire functionaal is op de ruimte der complexe continue functies op het interval [0,1].
Het gesloten eenheidsinterval kan worden vervangen door algemenere topologische ruimten. Meestal wordt de onderliggende ruimte lokaal compact verondersteld: elk punt heeft een omgeving met compacte sluiting. Opdat de gevonden Borelmaat regulier zou zijn, wordt meestal ook aangenomen dat de ruimte sigma-compact is, dat wil zeggen dat ze een aftelbare vereniging van compacte deelruimten is.
Men kan de onderliggende sigma-algebra van m verfijnen totdat m volledig is: iedere deelverzameling van een nulverzameling is meetbaar (en opnieuw een nulverzameling). Deze algemene vorm van de representatiestelling van Riesz geeft een relatief eenvoudige definitie aan de Lebesgue-maat op de Lebesguestam van de Euclidische ruimte {\displaystyle \mathbb {R} ^{n}}. Zie ook het artikel Lebesgue-integraal.